# Karyme Lozano
Karyme Lucía Virginia Lozano Carreno (Ciudad de México, 3 de abril de 1978) es una actriz mexicana que se dio a conocer por su participación en algunas telenovelas mexicanas.

## Biografía
Desde pequeña adoraba cantar, bailar y actuar. Sus estudios los realizó en el Colegio Americano; sin embargo, al tomar clases con el director José Luis Ibáñez se dio cuenta de que cada vez le gustaba más la actuación y que esa era su verdadera profesión, situación que comprobó al formar parte del CEA.
Su primera oportunidad la tuvo en la telenovela Volver a empezar en 1994 y ha participado en varios melodramas como Si Dios me quita la vida, Pueblo chico, infierno grande, Tres mujeres, esta última fue la telenovela que le dio su primer estelar, junto a Erika Buenfil y Norma Herrera, producida y dirigida por Raúl Araiza. También ha interpretado papeles de villana como en la telenovela El manantial, producida por Carla Estrada.
En 2003 protagonizó la telenovela Niña amada mía, donde una vez más mostró su talento actoral. En 2005 con la cadena Univision, protagoniza la telenovela Soñar no cuesta nada, a lado de Cristián de la Fuente; a finales de 2006 protagonizó la telenovela Amar sin límites, a lado de Valentino Lanús.
Ha incursionado en teatro con la obra Cenicienta y en Vaselina interpretando a Sonia, pero la pantalla grande también ha sido testigo de su actuación con la película Bandido. 
También ha participado en cine en la película Desnudos (2004) en la cual aseguró que más que de cuerpo fueron desnudos del alma.
La actriz combina su trabajo en televisión con la maternidad, ya que a pesar de ser tan joven tiene una hija de nombre Ángela, con el actor Aitor Iturrioz.
En 2009 regresa a la televisión mexicana personificando a Ana Beltrán en el cuarto capítulo de la segunda temporada de Mujeres asesinas al lado de la española Elsa Pataky y en la serie de Fox Tiempo final, producida por Pedro Torres en la que también participa Lucía Méndez.
Tras el fallecimiento de su padre experimentó una conversión al catolicismo. Desde entonces se dedica a promover valores y defender la fe católica. Ha formado parte de varios congresos católicos en Estados Unidos, Centro y Sudamérica y ha trabajado junto a Eduardo Verastegui en contra del aborto. 
En 2012 con la cadena Univisión, graba la telenovela El Talismán, a lado de Blanca Soto y Rafael Novoa.
En 2013 regresa a la televisión mexicana personificando a Amaya Serrano Martínez en la telenovela Quiero amarte, por segunda vez al lado de Cristian de la Fuente.
Está casada con el estadounidense Michael Domingo, tiene 3 hijos y vive en Los Ángeles.

## Trayectoria

### Telenovelas
- Me atrevo a amarte (2025) - Diana Paz Aguilar[2]
- Mi amor sin tiempo (2024) - Renata[3]
- Minas de pasión (2023) - Aleida Cervantes[4]
- Mi secreto (2022-2023) - Daniela Estrada
- Quiero amarte (2013-2014) - Amaya Serrano Martínez / Florencia Martínez de Serrano
- El talismán (2012) - Mariana Aceves de Ibarra
- Amar sin límites (2006-2007) - Azul Toscano
- Soñar no cuesta nada (2005-2006) - Emilia Olivares
- Niña amada mía (2003) - Isabela Soriano Rivera
- El manantial (2001-2002) - Bárbara Luna
- Tres mujeres (1999-2000) - Fátima Uriarte Saraldi
- El secreto de Alejandra (1997) - Vanessa
- Pueblo chico, infierno grande (1997) - Braulia Felicitas María de la Salud
- Confidente de secundaria (1996) - Marilú
- Si Dios me quita la vida (1995) - Esther "Teté" Román
- Volver a empezar (1994-1995) - Liliana de Zares

### Series de televisión
- Kevin Can Wait (2017) - Maritza
- Tiempo final - Temporada III (2009) - Serie de televisión - Capítulo "Testigo"[5]
- Mujeres asesinas 2 (2009) - Ana Beltrán ("Ana y Paula, ultrajadas")
- Mujer, casos de la vida real (1997)

### Cine
- Que viaje con papá (2022) .... Ms Clark
- Cristiada (2012) .... María del Río
- & Santo vs. América (2009) .... Isabel
- Bandido (2004) .... Rosalía
- Desnudos (2004) .... Diana
- Ladies' Night (2003) .... Mujer policía
- El hecho imposible (2003)

### Teatro
- Anastasia, la leyenda (1998)- Anastasia

### Doblaje
- Hijo de Dios (2014) - Claudia[6]

## Premios y nominaciones

### Premios TVyNovelas
| Año  | Categoría                | Telenovela       | Resultado |
| ---- | ------------------------ | ---------------- | --------- |
| 2007 | Mejor actriz protagónica | Amar sin límites | Nominada  |
| 2003 | Mejor actriz protagónica | Niña amada mía   | Nominada  |
| 2002 | Mejor actriz antagónica  | El manantial     | Nominada  |
| 2000 | Mejor actriz joven       | Tres mujeres     | Ganadora  |